# Cowden (East Riding of Yorkshire)
Cowden – osada w Anglii, w hrabstwie East Riding of Yorkshire. Leży 18 km na północny wschód od miasta Hull i 260 km na północ od Londynu.